# Ганценмюллер, Альберт
Альберт Ганценмюллер (нем. Albert Ganzenmüller; 25 февраля 1905, Пассау — 20 марта 1996, Мюнхен) — немецкий государственный и политический деятель, статс-секретарь имперского министерства путей сообщения Германии (1942—1945).

## Биография
Получил учёную степень доктора технических наук. В 1923 году принял участие в «Пивном путче». В мае 1942 назначен статс-секретарём имперского министерства путей сообщения Германии. 
Во время Второй мировой войны относился к элитной части нацистского режима, играя ключевую роль в «окончательном решении еврейского вопроса». Для того, чтобы депортация приобрела массовый характер, Альберт Ганценмюллер, как координатор управления германских железных дорог, Иоахим фон Риббентроп из министерства иностранных дел Германии и Адольф Эйхман из главного управления имперской безопасности находились в тесном сотрудничестве. Ганценмюллер от лица вермахта снабжал айнзатцгруппы транспортом и снаряжением, принимая участие в массовом убийстве евреев и других советских граждан, в частности, советских военнопленных.
Награждён Золотым партийным знаком НСДАП.
После окончания Второй мировой войны уехал в Аргентину, в 1955 году вернулся в Германию.